# NHL (2005/2006)

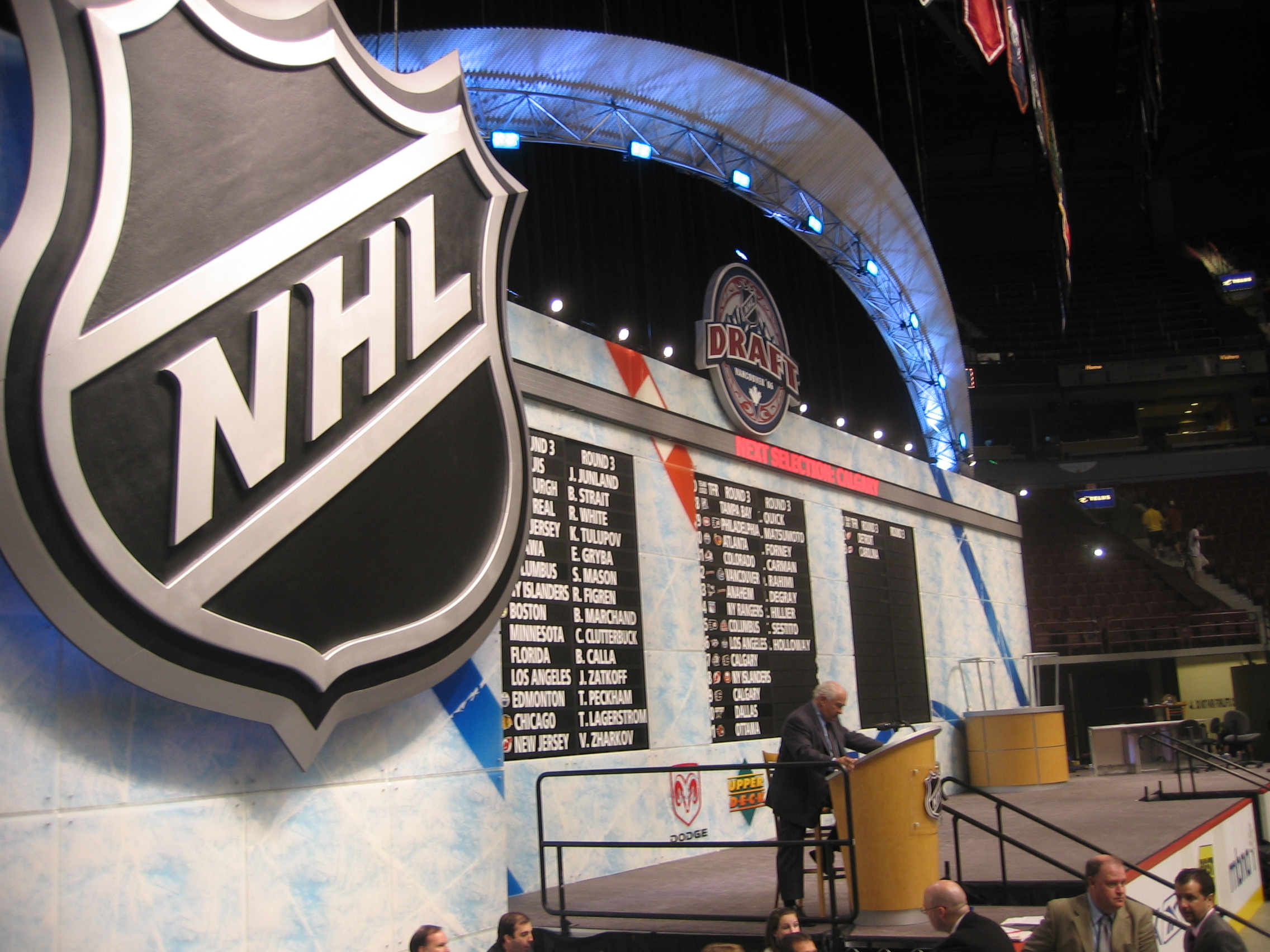
Nowe logo ligi NHL

Sezon NHL 2005−2006 był 88. sezonem rozgrywek NHL. 30 zespołów rozegrało po 82 mecze w sezonie zasadniczym. Puchar Stanleya zdobyła drużyna Carolina Hurricanes, która w siedmiu meczach pokonała zespół Edmonton Oilers 4-3. Sezon ten był pierwszym po lockoucie w sezonie 2004/2005. W tym sezonie zaprezentowano również nowe logo ligi NHL.

## Tabele po sezonie zasadniczym
M = Mecze, W = Wygrane, P = Przegrane, R = Remis, PKT = Punkty, GZ = Gole Zdobyte, GS = Gole Stracone, KwM = Kary w Minutach

### Konferencja Wschodnia
| Atlantic Division   | M  | W  | P  | PpD | GZ  | GS  | PKT |
| ------------------- | -- | -- | -- | --- | --- | --- | --- |
| New Jersey Devils   | 82 | 46 | 27 | 9   | 242 | 229 | 101 |
| Philadelphia Flyers | 82 | 45 | 26 | 11  | 267 | 259 | 101 |
| New York Rangers    | 82 | 44 | 26 | 12  | 257 | 215 | 100 |
| New York Islanders  | 82 | 36 | 40 | 6   | 230 | 278 | 78  |
| Pittsburgh Penguins | 82 | 22 | 46 | 14  | 244 | 316 | 58  |

| Northeast Division  | M  | W  | P  | PpD | GZ  | GS  | PKT |
| ------------------- | -- | -- | -- | --- | --- | --- | --- |
| Ottawa Senators     | 82 | 52 | 21 | 9   | 314 | 211 | 113 |
| Buffalo Sabres      | 82 | 52 | 24 | 6   | 281 | 239 | 110 |
| Montreal Canadiens  | 82 | 42 | 31 | 9   | 243 | 247 | 93  |
| Toronto Maple Leafs | 82 | 41 | 33 | 8   | 257 | 270 | 90  |
| Boston Bruins       | 82 | 29 | 37 | 16  | 230 | 266 | 74  |

| Southeast Division  | M  | W  | P  | PpD | GZ  | GS  | PKT |
| ------------------- | -- | -- | -- | --- | --- | --- | --- |
| Carolina Hurricanes | 82 | 52 | 22 | 8   | 294 | 260 | 112 |
| Tampa Bay Lightning | 82 | 43 | 33 | 6   | 252 | 260 | 92  |
| Atlanta Thrashers   | 82 | 41 | 33 | 8   | 281 | 275 | 90  |
| Florida Panthers    | 82 | 37 | 34 | 11  | 240 | 257 | 85  |
| Washington Capitals | 82 | 29 | 41 | 12  | 237 | 306 | 70  |

### Konferencja Zachodnia
| Central Division      | M  | W  | P  | PpD | GZ  | GS  | PKT |
| --------------------- | -- | -- | -- | --- | --- | --- | --- |
| Detroit Red Wings     | 82 | 58 | 16 | 8   | 305 | 209 | 124 |
| Nashville Predators   | 82 | 49 | 25 | 8   | 259 | 227 | 106 |
| Columbus Blue Jackets | 82 | 35 | 43 | 4   | 223 | 279 | 74  |
| Chicago Blackhawks    | 82 | 26 | 43 | 13  | 211 | 285 | 65  |
| St. Louis Blues       | 82 | 21 | 46 | 15  | 197 | 292 | 57  |

| Northwest Division | M  | W  | P  | PpD | GZ  | GS  | PKT |
| ------------------ | -- | -- | -- | --- | --- | --- | --- |
| Calgary Flames     | 82 | 46 | 25 | 11  | 218 | 200 | 103 |
| Colorado Avalanche | 82 | 43 | 30 | 9   | 283 | 257 | 95  |
| Edmonton Oilers    | 82 | 41 | 28 | 13  | 256 | 251 | 95  |
| Vancouver Canucks  | 82 | 42 | 32 | 8   | 256 | 255 | 92  |
| Minnesota Wild     | 82 | 38 | 36 | 8   | 231 | 215 | 84  |

| Pacific Division     | M  | W  | P  | PpD | GZ  | GS  | PKT |
| -------------------- | -- | -- | -- | --- | --- | --- | --- |
| Dallas Stars         | 82 | 53 | 23 | 6   | 265 | 218 | 112 |
| San Jose Sharks      | 82 | 44 | 27 | 11  | 266 | 242 | 99  |
| Anaheim Mighty Ducks | 82 | 43 | 27 | 12  | 254 | 229 | 98  |
| Los Angeles Kings    | 82 | 42 | 35 | 5   | 249 | 270 | 89  |
| Phoenix Coyotes      | 82 | 38 | 39 | 5   | 246 | 271 | 81  |

### Najlepsza 10 punktacji kanadyjskiej
| Zawodnik             | Drużyna                       | Mecze | Bramki | Asysty | Punkty | +/− | Kary w minutach |
| -------------------- | ----------------------------- | ----- | ------ | ------ | ------ | --- | --------------- |
| Joe Thornton         | Boston Bruins/San Jose Sharks | 81    | 29     | 96     | 125    | +31 | 61              |
| Jaromír Jágr         | New York Rangers              | 82    | 54     | 69     | 123    | +34 | 72              |
| Aleksander Owieczkin | Washington Capitals           | 81    | 52     | 54     | 106    | +2  | 52              |
| Dany Heatley         | Ottawa Senators               | 82    | 50     | 53     | 103    | +29 | 86              |
| Daniel Alfredsson    | Ottawa Senators               | 77    | 43     | 60     | 103    | +29 | 50              |
| Sidney Crosby        | Pittsburgh Penguins           | 81    | 39     | 63     | 102    | -1  | 110             |
| Eric Staal           | Carolina Hurricanes           | 82    | 45     | 55     | 100    | -8  | 81              |
| Ilja Kowalczuk       | Atlanta Thrashers             | 78    | 52     | 46     | 98     | -6  | 68              |
| Marc Savard          | Atlanta Thrashers             | 82    | 28     | 69     | 97     | +7  | 100             |
| Jonathan Cheechoo    | San Jose Sharks               | 82    | 56     | 37     | 93     | +24 | 58              |

## Playoffs

### Ćwierćfinały konferencji

#### Konferencja Wschodnia
| Ottawa Senators – Tampa Bay Lightning | Ottawa Senators – Tampa Bay Lightning | Ottawa Senators – Tampa Bay Lightning | Ottawa Senators – Tampa Bay Lightning | Ottawa Senators – Tampa Bay Lightning | Ottawa Senators – Tampa Bay Lightning | Ottawa Senators – Tampa Bay Lightning |
| Data                                  | Wyjazd                                | Wyjazd                                | Dom                                   | Dom                                   |                                       |                                       |
| ------------------------------------- | ------------------------------------- | ------------------------------------- | ------------------------------------- | ------------------------------------- | ------------------------------------- | ------------------------------------- |
| 21 kwietnia                           | Tampa Bay                             | 1                                     | 4                                     | Ottawa                                |                                       |                                       |
| 23 kwietnia                           | Tampa Bay                             | 4                                     | 3                                     | Ottawa                                |                                       |                                       |
| 25 kwietnia                           | Ottawa                                | 8                                     | 4                                     | Tampa Bay                             |                                       |                                       |
| 27 kwietnia                           | Ottawa                                | 5                                     | 2                                     | Tampa Bay                             |                                       |                                       |
| 29 kwietnia                           | Tampa Bay                             | 2                                     | 3                                     | Ottawa                                |                                       |                                       |
| Ottawa wygrała 4:1                    |                                       |                                       |                                       |                                       |                                       |                                       |

| Carolina Hurricanes – Montreal Canadiens | Carolina Hurricanes – Montreal Canadiens | Carolina Hurricanes – Montreal Canadiens | Carolina Hurricanes – Montreal Canadiens | Carolina Hurricanes – Montreal Canadiens | Carolina Hurricanes – Montreal Canadiens | Carolina Hurricanes – Montreal Canadiens |
| Data                                     | Wyjazd                                   | Wyjazd                                   | Dom                                      | Dom                                      |                                          |                                          |
| ---------------------------------------- | ---------------------------------------- | ---------------------------------------- | ---------------------------------------- | ---------------------------------------- | ---------------------------------------- | ---------------------------------------- |
| 22 kwietnia                              | Montreal                                 | 6                                        | 1                                        | Carolina                                 |                                          |                                          |
| 24 kwietnia                              | Montreal                                 | 6                                        | 5                                        | Carolina                                 | Po 2 dogrywkach                          |                                          |
| 26 kwietnia                              | Carolina                                 | 2                                        | 1                                        | Montreal                                 | Po dogrywce                              |                                          |
| 28 kwietnia                              | Carolina                                 | 3                                        | 2                                        | Montreal                                 |                                          |                                          |
| 30 kwietnia                              | Montreal                                 | 1                                        | 2                                        | Carolina                                 |                                          |                                          |
| 2 maja                                   | Carolina                                 | 2                                        | 1                                        | Montreal                                 | Po dogrywce                              |                                          |
| Carolina wygrała 4:2                     |                                          |                                          |                                          |                                          |                                          |                                          |

| New Jersey Devils – New York Rangers | New Jersey Devils – New York Rangers | New Jersey Devils – New York Rangers | New Jersey Devils – New York Rangers | New Jersey Devils – New York Rangers | New Jersey Devils – New York Rangers | New Jersey Devils – New York Rangers |
| Data                                 | Wyjazd                               | Wyjazd                               | Dom                                  | Dom                                  |                                      |                                      |
| ------------------------------------ | ------------------------------------ | ------------------------------------ | ------------------------------------ | ------------------------------------ | ------------------------------------ | ------------------------------------ |
| 22 kwietnia                          | NY Rangers                           | 1                                    | 6                                    | New Jersey                           |                                      |                                      |
| 24 kwietnia                          | NY Rangers                           | 1                                    | 4                                    | New Jersey                           |                                      |                                      |
| 26 kwietnia                          | New Jersey                           | 3                                    | 0                                    | NY Rangers                           |                                      |                                      |
| 29 kwietnia                          | New Jersey                           | 4                                    | 2                                    | NY Rangers                           |                                      |                                      |
| New Jersey wygrało 4:0               |                                      |                                      |                                      |                                      |                                      |                                      |

| Buffalo Sabres – Philadelphia Flyers | Buffalo Sabres – Philadelphia Flyers | Buffalo Sabres – Philadelphia Flyers | Buffalo Sabres – Philadelphia Flyers | Buffalo Sabres – Philadelphia Flyers | Buffalo Sabres – Philadelphia Flyers | Buffalo Sabres – Philadelphia Flyers |
| Data                                 | Wyjazd                               | Wyjazd                               | Dom                                  | Dom                                  |                                      |                                      |
| ------------------------------------ | ------------------------------------ | ------------------------------------ | ------------------------------------ | ------------------------------------ | ------------------------------------ | ------------------------------------ |
| 22 kwietnia                          | Philadelphia                         | 2                                    | 3                                    | Buffalo                              | Po 2 dogrywkach                      |                                      |
| 24 kwietnia                          | Philadelphia                         | 2                                    | 8                                    | Buffalo                              |                                      |                                      |
| 26 kwietnia                          | Buffalo                              | 2                                    | 4                                    | Philadelphia                         |                                      |                                      |
| 28 kwietnia                          | Buffalo                              | 4                                    | 5                                    | Philadelphia                         |                                      |                                      |
| 30 kwietnia                          | Philadelphia                         | 0                                    | 3                                    | Buffalo                              |                                      |                                      |
| 2 maja                               | Buffalo                              | 7                                    | 1                                    | Philadelphia                         |                                      |                                      |
| Buffalo wygrało 4:2                  |                                      |                                      |                                      |                                      |                                      |                                      |

#### Konferencja Zachodnia
| Detroit Red Wings – Edmonton Oilers | Detroit Red Wings – Edmonton Oilers | Detroit Red Wings – Edmonton Oilers | Detroit Red Wings – Edmonton Oilers | Detroit Red Wings – Edmonton Oilers | Detroit Red Wings – Edmonton Oilers | Detroit Red Wings – Edmonton Oilers |
| Data                                | Wyjazd                              | Wyjazd                              | Dom                                 | Dom                                 |                                     |                                     |
| ----------------------------------- | ----------------------------------- | ----------------------------------- | ----------------------------------- | ----------------------------------- | ----------------------------------- | ----------------------------------- |
| 21 kwietnia                         | Edmonton                            | 2                                   | 3                                   | Detroit                             | Po 2 dogrywkach                     |                                     |
| 23 kwietnia                         | Edmonton                            | 4                                   | 2                                   | Detroit                             |                                     |                                     |
| 25 kwietnia                         | Detroit                             | 3                                   | 4                                   | Edmonton                            | Po 2 dogrywkach                     |                                     |
| 27 kwietnia                         | Detroit                             | 4                                   | 2                                   | Edmonton                            |                                     |                                     |
| 29 kwietnia                         | Edmonton                            | 3                                   | 2                                   | Detroit                             |                                     |                                     |
| 1 maja                              | Detroit                             | 3                                   | 4                                   | Edmonton                            |                                     |                                     |
| Edmonton wygrało 4:2                |                                     |                                     |                                     |                                     |                                     |                                     |

| Dallas Stars – Colorado Avalanche | Dallas Stars – Colorado Avalanche | Dallas Stars – Colorado Avalanche | Dallas Stars – Colorado Avalanche | Dallas Stars – Colorado Avalanche | Dallas Stars – Colorado Avalanche | Dallas Stars – Colorado Avalanche |
| Data                              | Wyjazd                            | Wyjazd                            | Dom                               | Dom                               |                                   |                                   |
| --------------------------------- | --------------------------------- | --------------------------------- | --------------------------------- | --------------------------------- | --------------------------------- | --------------------------------- |
| 22 kwietnia                       | Colorado                          | 5                                 | 2                                 | Dallas                            |                                   |                                   |
| 24 kwietnia                       | Colorado                          | 5                                 | 4                                 | Dallas                            | Po dogrywce                       |                                   |
| 26 kwietnia                       | Dallas                            | 3                                 | 4                                 | Colorado                          | Po dogrywce                       |                                   |
| 28 kwietnia                       | Dallas                            | 4                                 | 1                                 | Colorado                          |                                   |                                   |
| 30 kwietnia                       | Colorado                          | 3                                 | 2                                 | Dallas                            | Po dogrywce                       |                                   |
| Colorado wygrało 4:1              |                                   |                                   |                                   |                                   |                                   |                                   |

| Calgary Flames – Anaheim Mighty Ducks | Calgary Flames – Anaheim Mighty Ducks | Calgary Flames – Anaheim Mighty Ducks | Calgary Flames – Anaheim Mighty Ducks | Calgary Flames – Anaheim Mighty Ducks | Calgary Flames – Anaheim Mighty Ducks | Calgary Flames – Anaheim Mighty Ducks |
| Data                                  | Wyjazd                                | Wyjazd                                | Dom                                   | Dom                                   |                                       |                                       |
| ------------------------------------- | ------------------------------------- | ------------------------------------- | ------------------------------------- | ------------------------------------- | ------------------------------------- | ------------------------------------- |
| 21 kwietnia                           | Anaheim                               | 1                                     | 2                                     | Calgary                               | Po dogrywce                           |                                       |
| 23 kwietnia                           | Anaheim                               | 4                                     | 3                                     | Calgary                               |                                       |                                       |
| 25 kwietnia                           | Calgary                               | 5                                     | 2                                     | Anaheim                               |                                       |                                       |
| 27 kwietnia                           | Calgary                               | 2                                     | 3                                     | Anaheim                               | Po dogrywce                           |                                       |
| 29 kwietnia                           | Anaheim                               | 2                                     | 3                                     | Calgary                               |                                       |                                       |
| 1 maja                                | Calgary                               | 1                                     | 2                                     | Anaheim                               |                                       |                                       |
| 3 maja                                | Anaheim                               | 3                                     | 0                                     | Calgary                               |                                       |                                       |
| Anaheim wygrało 4:3                   |                                       |                                       |                                       |                                       |                                       |                                       |

| Nashville Predators – San Jose Sharks | Nashville Predators – San Jose Sharks | Nashville Predators – San Jose Sharks | Nashville Predators – San Jose Sharks | Nashville Predators – San Jose Sharks | Nashville Predators – San Jose Sharks | Nashville Predators – San Jose Sharks |
| Data                                  | Wyjazd                                | Wyjazd                                | Dom                                   | Dom                                   |                                       |                                       |
| ------------------------------------- | ------------------------------------- | ------------------------------------- | ------------------------------------- | ------------------------------------- | ------------------------------------- | ------------------------------------- |
| 21 kwietnia                           | San Jose                              | 3                                     | 4                                     | Nashville                             |                                       |                                       |
| 23 kwietnia                           | San Jose                              | 3                                     | 0                                     | Nashville                             |                                       |                                       |
| 25 kwietnia                           | Nashville                             | 1                                     | 4                                     | San Jose                              |                                       |                                       |
| 27 kwietnia                           | Nashville                             | 4                                     | 5                                     | San Jose                              |                                       |                                       |
| 30 kwietnia                           | San Jose                              | 2                                     | 1                                     | Nashville                             |                                       |                                       |
| San Jose wygrało 4:1                  |                                       |                                       |                                       |                                       |                                       |                                       |

### Półfinały Konferencji

#### Konferencja Wschodnia
| Ottawa Senators – Buffalo Sabres | Ottawa Senators – Buffalo Sabres | Ottawa Senators – Buffalo Sabres | Ottawa Senators – Buffalo Sabres | Ottawa Senators – Buffalo Sabres | Ottawa Senators – Buffalo Sabres | Ottawa Senators – Buffalo Sabres |
| Data                             | Wyjazd                           | Wyjazd                           | Dom                              | Dom                              |                                  |                                  |
| -------------------------------- | -------------------------------- | -------------------------------- | -------------------------------- | -------------------------------- | -------------------------------- | -------------------------------- |
| 5 maja                           | Buffalo                          | 7                                | 6                                | Ottawa                           | Po dogrywce                      |                                  |
| 8 maja                           | Buffalo                          | 2                                | 1                                | Ottawa                           |                                  |                                  |
| 10 maja                          | Ottawa                           | 2                                | 3                                | Buffalo                          | Po dogrywce                      |                                  |
| 11 maja                          | Ottawa                           | 2                                | 1                                | Buffalo                          |                                  |                                  |
| 13 maja                          | Buffalo                          | 3                                | 2                                | Ottawa                           | Po dogrywce                      |                                  |
| Buffalo wygrało 4:1              |                                  |                                  |                                  |                                  |                                  |                                  |

| Carolina Hurricanes – New Jersey Devils | Carolina Hurricanes – New Jersey Devils | Carolina Hurricanes – New Jersey Devils | Carolina Hurricanes – New Jersey Devils | Carolina Hurricanes – New Jersey Devils | Carolina Hurricanes – New Jersey Devils | Carolina Hurricanes – New Jersey Devils |
| Data                                    | Wyjazd                                  | Wyjazd                                  | Dom                                     | Dom                                     |                                         |                                         |
| --------------------------------------- | --------------------------------------- | --------------------------------------- | --------------------------------------- | --------------------------------------- | --------------------------------------- | --------------------------------------- |
| 6 maja                                  | New Jersey                              | 0                                       | 6                                       | Carolina                                |                                         |                                         |
| 8 maja                                  | New Jersey                              | 2                                       | 3                                       | Carolina                                | Po dogrywce                             |                                         |
| 10 maja                                 | Carolina                                | 3                                       | 2                                       | New Jersey                              |                                         |                                         |
| 13 maja                                 | Carolina                                | 1                                       | 5                                       | New Jersey                              |                                         |                                         |
| 14 maja                                 | New Jersey                              | 1                                       | 4                                       | Carolina                                |                                         |                                         |
| Carolina wygrała 4:1                    |                                         |                                         |                                         |                                         |                                         |                                         |

#### Konferencja Zachodnia
| San Jose Sharks – Edmonton Oilers | San Jose Sharks – Edmonton Oilers | San Jose Sharks – Edmonton Oilers | San Jose Sharks – Edmonton Oilers | San Jose Sharks – Edmonton Oilers | San Jose Sharks – Edmonton Oilers | San Jose Sharks – Edmonton Oilers |
| Data                              | Wyjazd                            | Wyjazd                            | Dom                               | Dom                               |                                   |                                   |
| --------------------------------- | --------------------------------- | --------------------------------- | --------------------------------- | --------------------------------- | --------------------------------- | --------------------------------- |
| 7 maja                            | Edmonton                          | 1                                 | 2                                 | San Jose                          |                                   |                                   |
| 8 maja                            | Edmonton                          | 1                                 | 2                                 | San Jose                          |                                   |                                   |
| 10 maja                           | San Jose                          | 2                                 | 3                                 | Edmonton                          | Po 3 dogrywkach                   |                                   |
| 12 maja                           | San Jose                          | 3                                 | 6                                 | Edmonton                          |                                   |                                   |
| 14 maja                           | Edmonton                          | 6                                 | 3                                 | San Jose                          |                                   |                                   |
| 17 maja                           | San Jose                          | 0                                 | 2                                 | Edmonton                          |                                   |                                   |
| Edmonton wygrało 4:2              |                                   |                                   |                                   |                                   |                                   |                                   |

| Anaheim Mighty Ducks – Colorado Avalanche | Anaheim Mighty Ducks – Colorado Avalanche | Anaheim Mighty Ducks – Colorado Avalanche | Anaheim Mighty Ducks – Colorado Avalanche | Anaheim Mighty Ducks – Colorado Avalanche | Anaheim Mighty Ducks – Colorado Avalanche | Anaheim Mighty Ducks – Colorado Avalanche |
| Data                                      | Wyjazd                                    | Wyjazd                                    | Dom                                       | Dom                                       |                                           |                                           |
| ----------------------------------------- | ----------------------------------------- | ----------------------------------------- | ----------------------------------------- | ----------------------------------------- | ----------------------------------------- | ----------------------------------------- |
| 5 maja                                    | Colorado                                  | 0                                         | 5                                         | Anaheim                                   |                                           |                                           |
| 7 maja                                    | Colorado                                  | 0                                         | 3                                         | Anaheim                                   |                                           |                                           |
| 9 maja                                    | Anaheim                                   | 4                                         | 3                                         | Colorado                                  | Po dogrywce                               |                                           |
| 11 maja                                   | Anaheim                                   | 4                                         | 1                                         | Colorado                                  |                                           |                                           |
| Anaheim wygrało 4:0                       |                                           |                                           |                                           |                                           |                                           |                                           |

### Finały Konferencji
| Carolina Hurricanes – Buffalo Sabres                  | Carolina Hurricanes – Buffalo Sabres | Carolina Hurricanes – Buffalo Sabres | Carolina Hurricanes – Buffalo Sabres | Carolina Hurricanes – Buffalo Sabres | Carolina Hurricanes – Buffalo Sabres | Carolina Hurricanes – Buffalo Sabres |
| Data                                                  | Wyjazd                               | Wyjazd                               | Dom                                  | Dom                                  |                                      |                                      |
| ----------------------------------------------------- | ------------------------------------ | ------------------------------------ | ------------------------------------ | ------------------------------------ | ------------------------------------ | ------------------------------------ |
| 20 maja                                               | Buffalo                              | 3                                    | 2                                    | Carolina                             |                                      |                                      |
| 22 maja                                               | Buffalo                              | 3                                    | 4                                    | Carolina                             |                                      |                                      |
| 24 maja                                               | Carolina                             | 3                                    | 4                                    | Buffalo                              |                                      |                                      |
| 26 maja                                               | Carolina                             | 4                                    | 0                                    | Buffalo                              |                                      |                                      |
| 28 maja                                               | Buffalo                              | 3                                    | 4                                    | Carolina                             | Po dogrywce                          |                                      |
| 30 maja                                               | Carolina                             | 1                                    | 2                                    | Buffalo                              | Po dogrywce                          |                                      |
| 1 czerwca                                             | Buffalo                              | 2                                    | 4                                    | Carolina                             |                                      |                                      |
| Carolina wygrała 4:3 i zdobyła Prince of Wales Trophy |                                      |                                      |                                      |                                      |                                      |                                      |

| Carolina Hurricanes – Buffalo Sabres                  | Carolina Hurricanes – Buffalo Sabres | Carolina Hurricanes – Buffalo Sabres | Carolina Hurricanes – Buffalo Sabres | Carolina Hurricanes – Buffalo Sabres | Carolina Hurricanes – Buffalo Sabres | Carolina Hurricanes – Buffalo Sabres |
| Data                                                  | Wyjazd                               | Wyjazd                               | Dom                                  | Dom                                  |                                      |                                      |
| ----------------------------------------------------- | ------------------------------------ | ------------------------------------ | ------------------------------------ | ------------------------------------ | ------------------------------------ | ------------------------------------ |
| 20 maja                                               | Buffalo                              | 3                                    | 2                                    | Carolina                             |                                      |                                      |
| 22 maja                                               | Buffalo                              | 3                                    | 4                                    | Carolina                             |                                      |                                      |
| 24 maja                                               | Carolina                             | 3                                    | 4                                    | Buffalo                              |                                      |                                      |
| 26 maja                                               | Carolina                             | 4                                    | 0                                    | Buffalo                              |                                      |                                      |
| 28 maja                                               | Buffalo                              | 3                                    | 4                                    | Carolina                             | Po dogrywce                          |                                      |
| 30 maja                                               | Carolina                             | 1                                    | 2                                    | Buffalo                              | Po dogrywce                          |                                      |
| 1 czerwca                                             | Buffalo                              | 2                                    | 4                                    | Carolina                             |                                      |                                      |
| Carolina wygrała 4:3 i zdobyła Prince of Wales Trophy |                                      |                                      |                                      |                                      |                                      |                                      |

| Anaheim Mighty Ducks – Edmonton Oilers                   | Anaheim Mighty Ducks – Edmonton Oilers | Anaheim Mighty Ducks – Edmonton Oilers | Anaheim Mighty Ducks – Edmonton Oilers | Anaheim Mighty Ducks – Edmonton Oilers | Anaheim Mighty Ducks – Edmonton Oilers | Anaheim Mighty Ducks – Edmonton Oilers |
| Data                                                     | Wyjazd                                 | Wyjazd                                 | Dom                                    | Dom                                    |                                        |                                        |
| -------------------------------------------------------- | -------------------------------------- | -------------------------------------- | -------------------------------------- | -------------------------------------- | -------------------------------------- | -------------------------------------- |
| 19 maja                                                  | Edmonton                               | 3                                      | 1                                      | Anaheim                                |                                        |                                        |
| 21 maja                                                  | Edmonton                               | 3                                      | 1                                      | Anaheim                                |                                        |                                        |
| 23 maja                                                  | Anaheim                                | 4                                      | 5                                      | Edmonton                               |                                        |                                        |
| 25 maja                                                  | Anaheim                                | 6                                      | 3                                      | Edmonton                               |                                        |                                        |
| 27 maja                                                  | Edmonton                               | 2                                      | 1                                      | Anaheim                                |                                        |                                        |
| Edmonton wygrało 4:1 i zdobyła Clarence S. Campbell Bowl |                                        |                                        |                                        |                                        |                                        |                                        |

| Anaheim Mighty Ducks – Edmonton Oilers                   | Anaheim Mighty Ducks – Edmonton Oilers | Anaheim Mighty Ducks – Edmonton Oilers | Anaheim Mighty Ducks – Edmonton Oilers | Anaheim Mighty Ducks – Edmonton Oilers | Anaheim Mighty Ducks – Edmonton Oilers | Anaheim Mighty Ducks – Edmonton Oilers |
| Data                                                     | Wyjazd                                 | Wyjazd                                 | Dom                                    | Dom                                    |                                        |                                        |
| -------------------------------------------------------- | -------------------------------------- | -------------------------------------- | -------------------------------------- | -------------------------------------- | -------------------------------------- | -------------------------------------- |
| 19 maja                                                  | Edmonton                               | 3                                      | 1                                      | Anaheim                                |                                        |                                        |
| 21 maja                                                  | Edmonton                               | 3                                      | 1                                      | Anaheim                                |                                        |                                        |
| 23 maja                                                  | Anaheim                                | 4                                      | 5                                      | Edmonton                               |                                        |                                        |
| 25 maja                                                  | Anaheim                                | 6                                      | 3                                      | Edmonton                               |                                        |                                        |
| 27 maja                                                  | Edmonton                               | 2                                      | 1                                      | Anaheim                                |                                        |                                        |
| Edmonton wygrało 4:1 i zdobyła Clarence S. Campbell Bowl |                                        |                                        |                                        |                                        |                                        |                                        |

### Finał Pucharu Stanleya
| Carolina Hurricanes – Edmonton Oilers          | Carolina Hurricanes – Edmonton Oilers | Carolina Hurricanes – Edmonton Oilers | Carolina Hurricanes – Edmonton Oilers | Carolina Hurricanes – Edmonton Oilers | Carolina Hurricanes – Edmonton Oilers | Carolina Hurricanes – Edmonton Oilers |
| Data                                           | Wyjazd                                | Wyjazd                                | Dom                                   | Dom                                   |                                       |                                       |
| ---------------------------------------------- | ------------------------------------- | ------------------------------------- | ------------------------------------- | ------------------------------------- | ------------------------------------- | ------------------------------------- |
| 5 czerwca                                      | Edmonton                              | 4                                     | 5                                     | Carolina                              |                                       |                                       |
| 7 czerwca                                      | Edmonton                              | 0                                     | 5                                     | Carolina                              |                                       |                                       |
| 10 czerwca                                     | Carolina                              | 1                                     | 2                                     | Edmonton                              |                                       |                                       |
| 12 czerwca                                     | Carolina                              | 2                                     | 1                                     | Edmonton                              |                                       |                                       |
| 14 czerwca                                     | Edmonton                              | 4                                     | 3                                     | Carolina                              | Po dogrywce                           |                                       |
| 17 czerwca                                     | Carolina                              | 0                                     | 4                                     | Edmonton                              |                                       |                                       |
| 19 czerwca                                     | Edmonton                              | 1                                     | 3                                     | Carolina                              |                                       |                                       |
| Carolina wygrała 4:3 i zdobyła Puchar Stanleya |                                       |                                       |                                       |                                       |                                       |                                       |

## Nagrody NHL
| Nagrody 2005−2006                 | Nagrody 2005−2006                                                    |
| Nagroda                           | Zdobywca                                                             |
| --------------------------------- | -------------------------------------------------------------------- |
| Puchar Stanleya:                  | Carolina Hurricanes                                                  |
| Presidents’ Trophy:               | Detroit Red Wings                                                    |
| Prince of Wales Trophy:           | Carolina Hurricanes                                                  |
| Clarence S. Campbell Bowl:        | Edmonton Oilers                                                      |
| Art Ross Memorial Trophy:         | Joe Thornton, San Jose Sharks/Boston Bruins                          |
| Bill Masterton Memorial Trophy:   | Teemu Selänne, Anaheim Mighty Ducks                                  |
| Calder Memorial Trophy:           | Aleksander Owieczkin, Washington Capitals                            |
| Conn Smythe Trophy:               | Cam Ward, Carolina Hurricanes                                        |
| Frank J. Selke Trophy:            | Rod Brind’Amour, Carolina Hurricanes                                 |
| Hart Memorial Trophy:             | Joe Thornton, San Jose Sharks/Boston Bruins                          |
| Jack Adams Award:                 | Lindy Ruff, Buffalo Sabres                                           |
| James Norris Memorial Trophy:     | Nicklas Lidstrom, Detroit Red Wings                                  |
| King Clancy Memorial Trophy:      | Olaf Kolzig, Washington Capitals                                     |
| Lady Byng Memorial Trophy:        | Pawieł Daciuk, Detroit Red Wings                                     |
| Lester B. Pearson Award:          | Jaromír Jágr, New York Rangers                                       |
| Maurice ‘Rocket’ Richard Trophy:  | Jonathan Cheechoo, San Jose Sharks                                   |
| NHL Plus/Minus Award:             | Wade Redden, Ottawa Senators; Michal Rozsíval, New York Rangers      |
| Roger Crozier Saving Grace Award: | Cristobal Huet, Montreal Canadiens                                   |
| Vezina Trophy:                    | Miikka Kiprusoff, Calgary Flames                                     |
| William M. Jennings Trophy:       | Miikka Kiprusoff, Calgary Flames                                     |
| Lester Patrick Trophy:            | Red Berenson, Marcel Dionne, Reed Larson, Glen Sonmor, Steve Yzerman |